# UBC Series
UBC Series est une chaîne de télévision thaïlandaise.